# Сен-Патерн-Ле-Шевен
Сен-Патерн-Ле-Шевен (фр. Saint-Paterne - Le Chevain) — муніципалітет у Франції, у регіоні Пеї-де-ла-Луар, департамент Сарта. Сен-Патерн-Ле-Шевен утворено 1 січня 2017 року шляхом злиття муніципалітетів Сен-Патерн i Ле-Шевен. Адміністративним центром муніципалітету є Сен-Патерн. Населення — 2096 осіб (01.01.2021).